# Parque nacional de Mae Tho
El Parque nacional de Mae Tho es un área protegida del norte de Tailandia, en la provincia de Chiang Mai. Se extiende por una superficie de 990 kilómetros cuadrados. 
En el pasado, esta zona fue reclamada por la población local. Más tarde, fue rehabilitada por el Departamento Forestal Real. Es un paisaje montañoso cuya altitud va de 400 a los 1.699 m s. n. m. del punto más alto, el Doi Kio Rai Mong.